# Centrale géothermique de Malakoff
 (juillet 2025).
Le réseau de chaleur Malakoff-Montrouge est un projet de réseau de chaleur en Île de France. En octobre 2022, le projet se trouve au stade de l'enquête publique. La mise en service (1ère phase) est prévue en octobre 2025.

## Le projet
L'objectif du projet est de créer un réseau de chaleur en s'appuyant sur un forage dans la nappe du Dogger (situé entre 1500 et 2500 m de profondeur). Les têtes de puits seront situées sur le complexe sportif Lénine à Malakoff.

### Caractéristiques
Le réseau de chaleur envisagé permettrait de distribuer 68 GWh à Malakoff et 56 GWh à Montrouge. Le taux d'énergies renouvelables et de récupération (EnR&R) dans le réseau de chaleur est estimé à 65,5%.
Sur la durée de fonctionnement du réseau (estimée à 30 ans), le projet évitera d'émettre environ 710 900 tonnes de CO2, soit environ 23 700 tonnes par an qui correspondent au chauffage annuel de 71 100 logements. Pour référence, l'empreinte carbone d'un Français est de 8,2 tonnes de CO2 par an, ce gain correspond donc à l'empreinte totale d'environ 2 900 personnes.

### Cycle de fonctionnement
La station géothermique fonctionne grâce à des « doublets » comportant un puits de production et un puits de ré-injection. L'eau issue du sous-sol suivra le cycle suivant :
- Le puits de production permet de récupérer l'eau chaude à grande profondeur.
- L'eau ainsi remontée cède sa chaleur grâce à un échangeur thermique, qui permet d'alimenter le réseau de chaleur, tout en évitant tout contact entre eau souterraine et liquide caloriporteur.
- Une fois refroidie par l'étape précédente, l'eau issue du sous-sol est renvoyée dans la nappe grâce au puits de ré-injection.

### Chronologie
Les villes de Montrouge et Malakoff ont décidé de solliciter le SIPPEREC pour développer un système de géothermie sur leurs territoires à travers des délibérations du 1er mai 2017 et 28 juin 2017.
Les deux demandes d'autorisation de travaux de forage sont adressées à la préfecture le 20 janvier 2021.
En septembre 2022, la mairie de Montrouge se retire du projet en avançant une clientèle insuffisante dans la ville.
La mise en service est attendue progressivement en automne 2025 et 2026,.

### Réseaux de chaleur à proximité
Les 3 réseaux de chaleur les plus proches sont :
- le réseau d'Arcueil-Gentilly, ArGéo ;
- le réseau de Bagneux-Châtillon, Bagéops ;
- le réseau de Paris, CPCU.

### Prix de la chaleur
Pour l'année 2019, les réseaux de chaleur vendaient leur chaleur au tarif moyen de 79,3 €TTC/MWh. Dans le cas des réseaux comportant plus de 50 % d'EnR&R (énergies renouvelables et de récupération) comme le projet considéré, le prix moyen en 2019 est même de 78,3 €TTC/MWh.
Comparé au prix de gros de l'électricité, cette énergie est très prévisible, étant essentiellement issue d'un investissement à un moment donné amorti sur une longue durée.
Pour référence : 
- en septembre 2022, le prix spot minimal était de 157,89 €/MWh[9];
- les tarifs réglementés ("Tarif Bleu") d'EDF applicable au 1er août 2022, dans leur Option Base prévoient un prix de 174 €TTC/MWh[10].